# Betta Lemme
Betta Lemme, all'anagrafe Elisabetta Lemme (Montréal, 30 aprile 1993), è una cantautrice canadese di origini italiane.

## Biografia
Nasce e cresce a Montréal, nella provincia francofona del Canada, da genitori di origini italiane: i suoi quattro nonni sono infatti abruzzesi e calabresi.
Inizia a suonare il pianoforte già all'età di due anni ed ha una particolare attitudine e facilità nel riprodurre i suoni dopo averli ascoltati, ma a causa della sua timidezza e difficoltà nel leggere gli spartiti deve mettere da parte la musica, decidendo così di cimentarsi nel mondo della moda, iniziando a viaggiare molto e sfilare soprattutto sulle passerelle di Parigi e New York, dove si trasferisce nel 2016. Nel frattempo continua però a scrivere testi e coltivare la sua passione per la musica con ascolti che partono da Mina e Freddie Mercury, con una particolare predilezione, nata quando aveva otto anni, per la dance.
L'esordio avviene nel luglio 2016 con un featuring nel singolo Awoo, dell'esordiente duo americano Sofi Tukker.
Ma il vero debutto come solista è datato 10 novembre 2017 con la pubblicazione del primo singolo, Bambola, ispirato anche dall'omonima canzone di Patty Pravo e composto da diverse melodie in un mix di tre lingue (francese, italiano, inglese). Scala così in appena due mesi le classifiche piazzandosi fra le hit più ascoltate in Italia.
Il 29 gennaio 2018 è per la prima volta ospite in un programma televisivo, a Che tempo che fa su Rai 1, dove canta dal vivo Bambola. Nelle settimane successive è ospite in diverse radio italiane, dove canta in versione acustica Bambola e presenta il suo secondo brano Vagues d'amour, dal testo questa volta completamente in francese. Entrambi i brani fanno parte del suo primo EP Bambola pubblicato il 19 gennaio 2018.
Essendo cresciuta nel Québec parla sia il francese che l'inglese; in un'intervista rilasciata all'emittente radiofonica RDS dichiara inoltre di comprendere perfettamente la lingua italiana, ma di non parlarla fluentemente. È autrice e produttrice dei suoi brani.
Ha partecipato come ospite a The Voice of Italy 2018, cantando con i tre finalisti il brano Bambola.

## Influenze
Ritiene di aver trovato le giuste sonorità facendo incontrare gli studi di musica classica e la passione per la dance, ma le sue influenze musicali spaziano dalle più celebri cantanti italiane «nate» negli anni 1960-1970 Mina (che considera il suo idolo), Mia Martini, Patty Pravo, Loredana Bertè, Anna Oxa, agli ABBA; da Dalida a Freddie Mercury, al più recente Stromae, passando per la musica pop elettronica americana.

## Discografia

### EP
- 2018 – Bambola
- 2021 – Ready for the Weekend

### Singoli
- 2017 – Bambola
- 2018 – Give It
- 2019 – Kick the Door
- 2019 – Play
- 2019 – Play (Loris Cimino Remix)
- 2020 – I'm Bored
- 2020 – Mommy
- 2021 – Cry
- 2021 – Ce Soir
- 2021 – Girls
- 2021 – I'm Good
- 2022 – Rumours
- 2024 – Dance Til Forever

### Collaborazioni
- 2016 – Sofi Tukker feat. Betta Lemme – Awoo
- 2017 – Sofi Tukker feat. Betta Lemme – Awoo (Adam Aesalon & Murat Salman Remix)